# Benigno de Todi
San Benigno de Todi fue un mártir en Todi, Umbria, en 303, bajo la persecución de Diocleciano. Los datos de este santo son muy escasos. Se sabe que nació y vivió en Todi (Italia), en donde fue ordenado sacerdote por su bondad y rectitud. Soportó valientemente la tortura y la muerte, y fue enterrado por manos piadosas a la orilla de un camino, en donde después se construyó un monasterio benedictino. Benigno es uno de los 140 santos de la columnata que adorna la Plaza de San Pedro[cita requerida].